# Меланхім
Меланхім (англ. melanchym) — викопна бурштиноподібна смолиста органічна сполука (W.K.Haidinger, 1851). Від німецького Melanchym, давньогрецькою μελαν- + χυμός — сік.
Також — бітумний матеріал, частково розчинний у спирті, знайдений в деяких родовищах бурого вугілля в Чехії.
Синоніми: рохледерит.